# Quercus vacciniifolia
Quercus vacciniifolia là một loài thực vật có hoa trong họ Cử. Loài này được Kellogg miêu tả khoa học đầu tiên năm 1873.